# محمد أباد (زلاغي الشرقي)
محمد أباد (بالفارسية: محمدآباد) هي قرية تقع في إيران في قسم زلاغي الشرقي الریفي. يقدر عدد سكانها بـ 57 نسمة .